# فرهنگ گرزه
فرهنگ گِرزه (انگلیسی: Gerzeh culture) یا فرهنگ نقادهٔ دو (Naqada II) به مرحله‌ای باستان‌شناسی در گرزه، یک گورستان مصری پیش از تاریخ واقع در امتداد ساحل غربی نیل اشاره دارد. این گورستان به نام گرزه، شهر معاصر نزدیک آن در مصر نامگذاری شده است. گرزه تنها چند مایل در شرق واحهٔ فیوم، واقع شده است.
فرهنگ گرزه یک فرهنگ مادی است که توسط باستان‌شناسی شناسایی شده است. این دومین مرحله از سه مرحله فرهنگ‌های پیش از تاریخ نقاده است و بنابراین به عنوان نقاده دو نیز شناخته می‌شود. فرهنگ گرزه مقدم بر فرهنگ عمره‌ای ("نقاده یک") و پس از دوره پیش‌دودمانی (یا "فرهنگ سِماینیایی") بود.

## زمینه تاریخی
منابع در مورد تاریخ‌گذاری اختلاف نظر دارند، برخی می‌گویند استفاده خاص اهالی از این نوع فرهنگ، خود را از فرهنگ عَمره‌ای متمایز می‌کند و از حدود ۳۵۰۰ پیش از میلاد شروع می‌شود و تا حدود ۳۲۰۰ پیش از میلاد ادامه می‌یابد. بر این اساس، برخی از مراجع شروع گرزه را همزمان با فرهنگ عمره‌ای یا فرهنگ بداری، یعنی حدود ۳۸۰۰ پیش از میلاد تا ۳۶۵۰ پیش از میلاد، قرار می‌دهند، حتی اگر برخی از آثار بداری در واقع ممکن است به تاریخ‌های اولیه‌تری بازگردند. با این وجود، از آنجایی که مکان‌های نقاده برای اولین بار توسط فلندرز پتری، مصرشناس بریتانیایی، در سال ۱۸۹۴ به دوره‌های فرعی عمره‌ای (به نام گورستان نزدیک عَمره) و «گرزه‌ای» (به نام گورستان نزدیک گرزه) تقسیم شدند، از قرارداد اصلی در این متن استفاده می‌شود.
فرهنگ گرزه در دوره‌ای ادامه یافت که بیابان‌زایی صحرای بزرگ آفریقا تقریباً به وضعیت خود در اواخر قرن بیستم رسیده بود.
ویژگی متمایز اصلی بین عمره‌ای اولیه و گرزه، تلاش تزئینی اضافی است که در سفالگری این دوره به نمایش گذاشته شده است. آثار هنری روی سفال‌های گرزه، حیوانات و محیط را به میزان بیشتری نسبت به آثار هنری اولیه عمره‌ای به تصویر می‌کشد. علاوه بر این، تصاویر شترمرغ روی آثار هنری سفال احتمالاً نشان‌دهنده تمایلی است که این مردمان اولیه ممکن است برای کاوش در صحرای صحرای بزرگ آفریقا احساس کرده باشند.

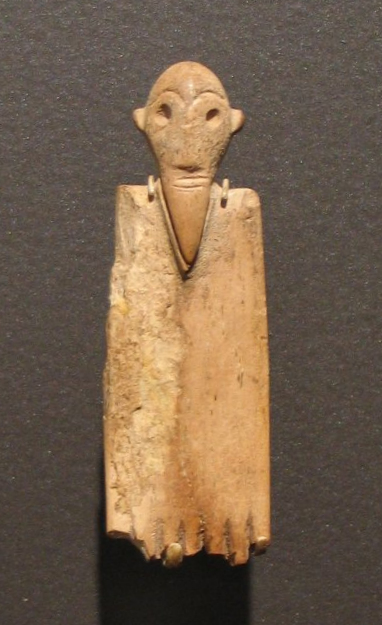
شانه با تصویر انسان، اوایل نقاده II، ۳۵۰۰ تا ۳۴۰۰ پیش از میلاد، موزه بروکلین.
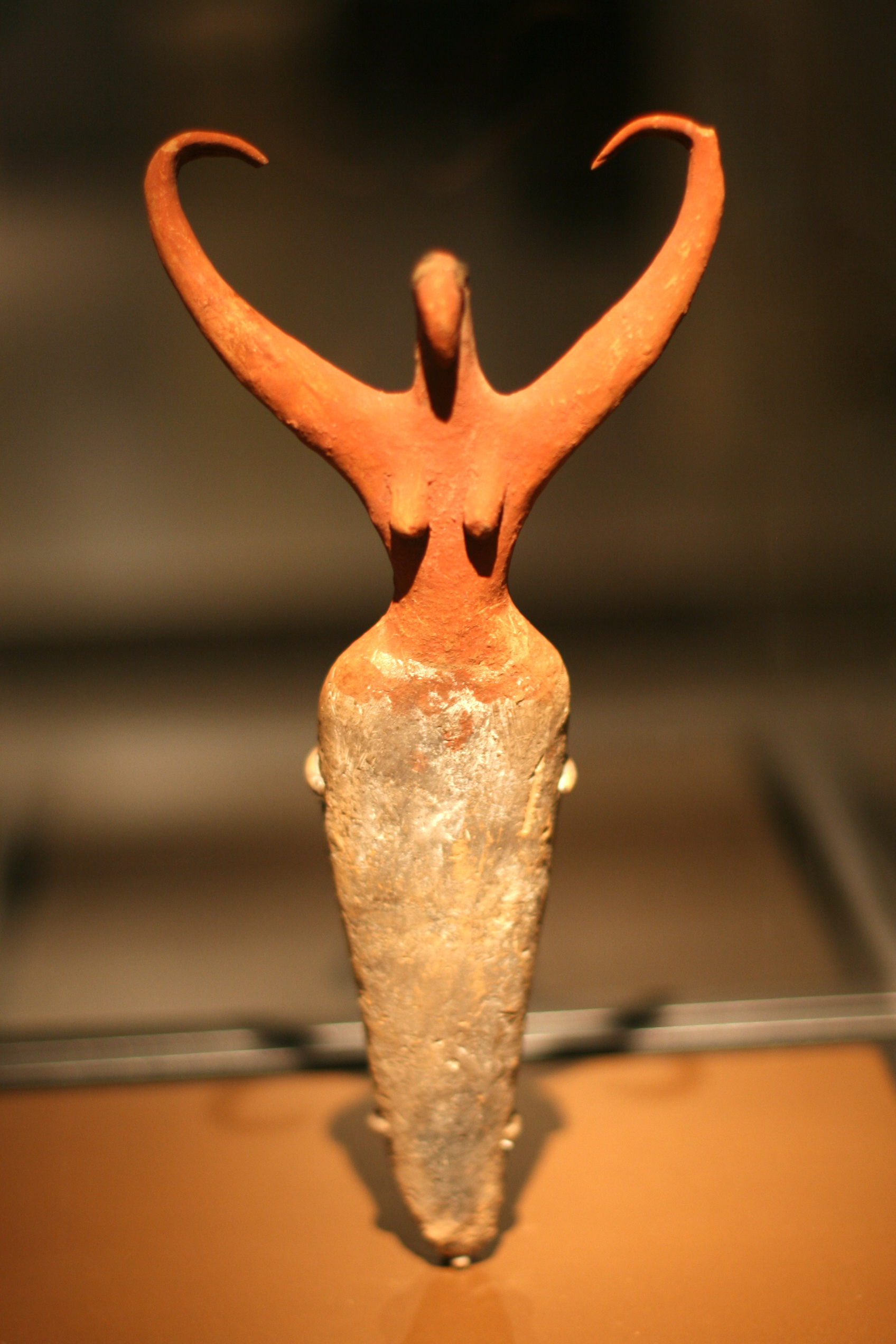
مجسمه‌ای که تصور می‌شود یک خدا باشد، فرهنگ گرزه، موزه بروکلین
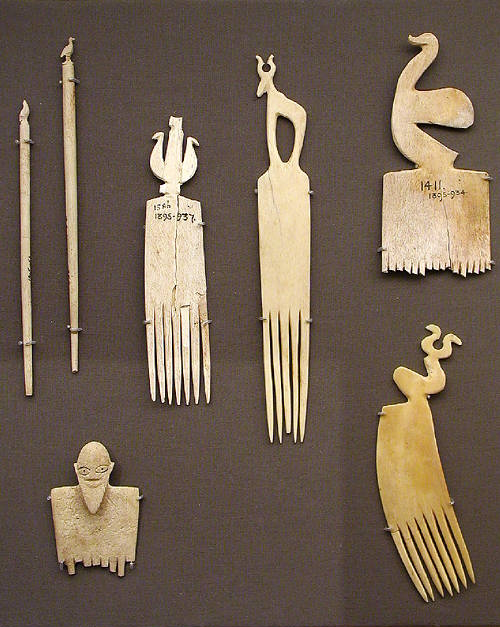
اشیاء عاج از فرهنگ نقاده.
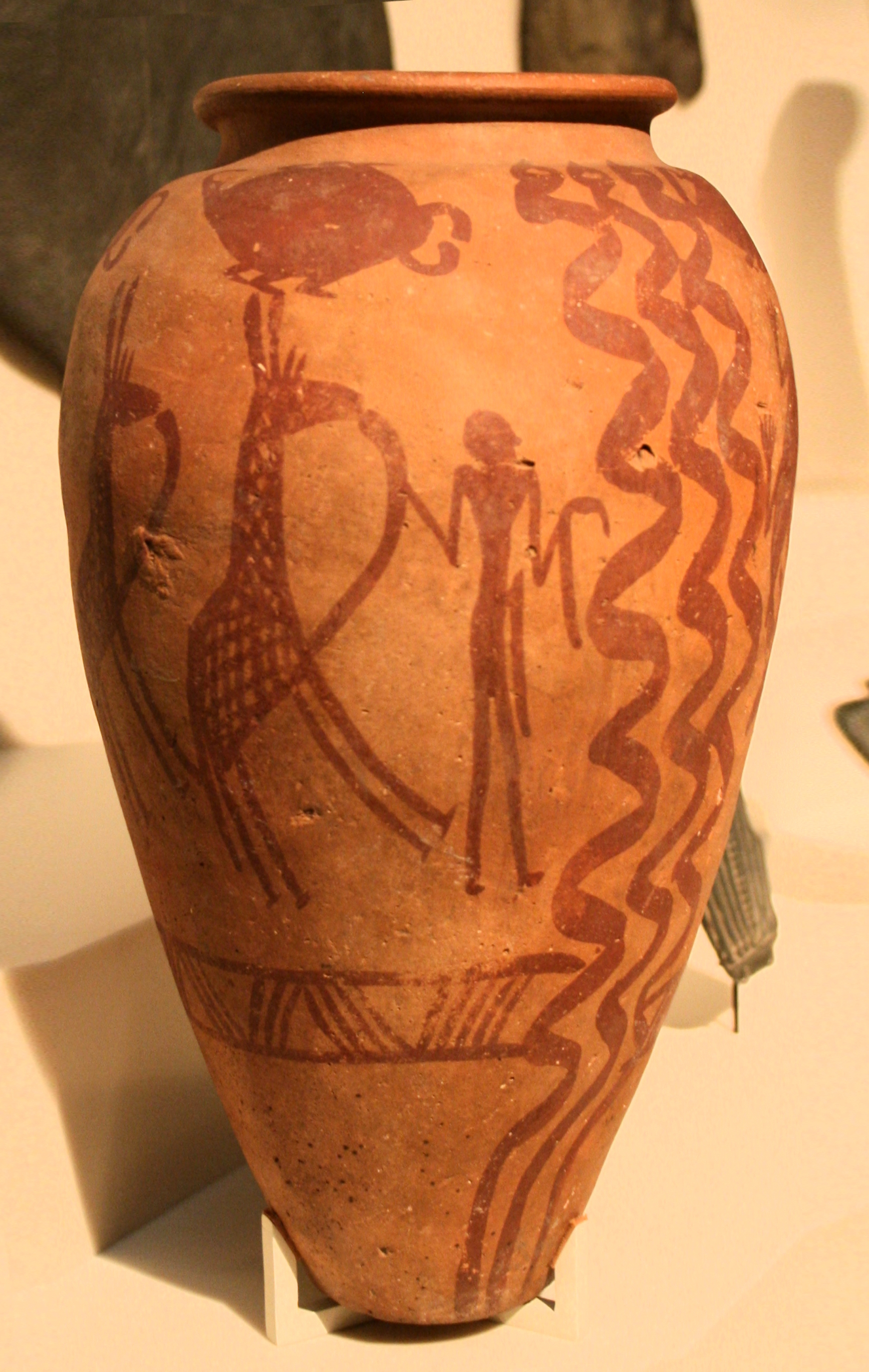
نقاشی‌هایی با نمادها روی سفال نقاده II. ۳۵۰۰ تا ۳۲۰۰ پیش از میلاد.
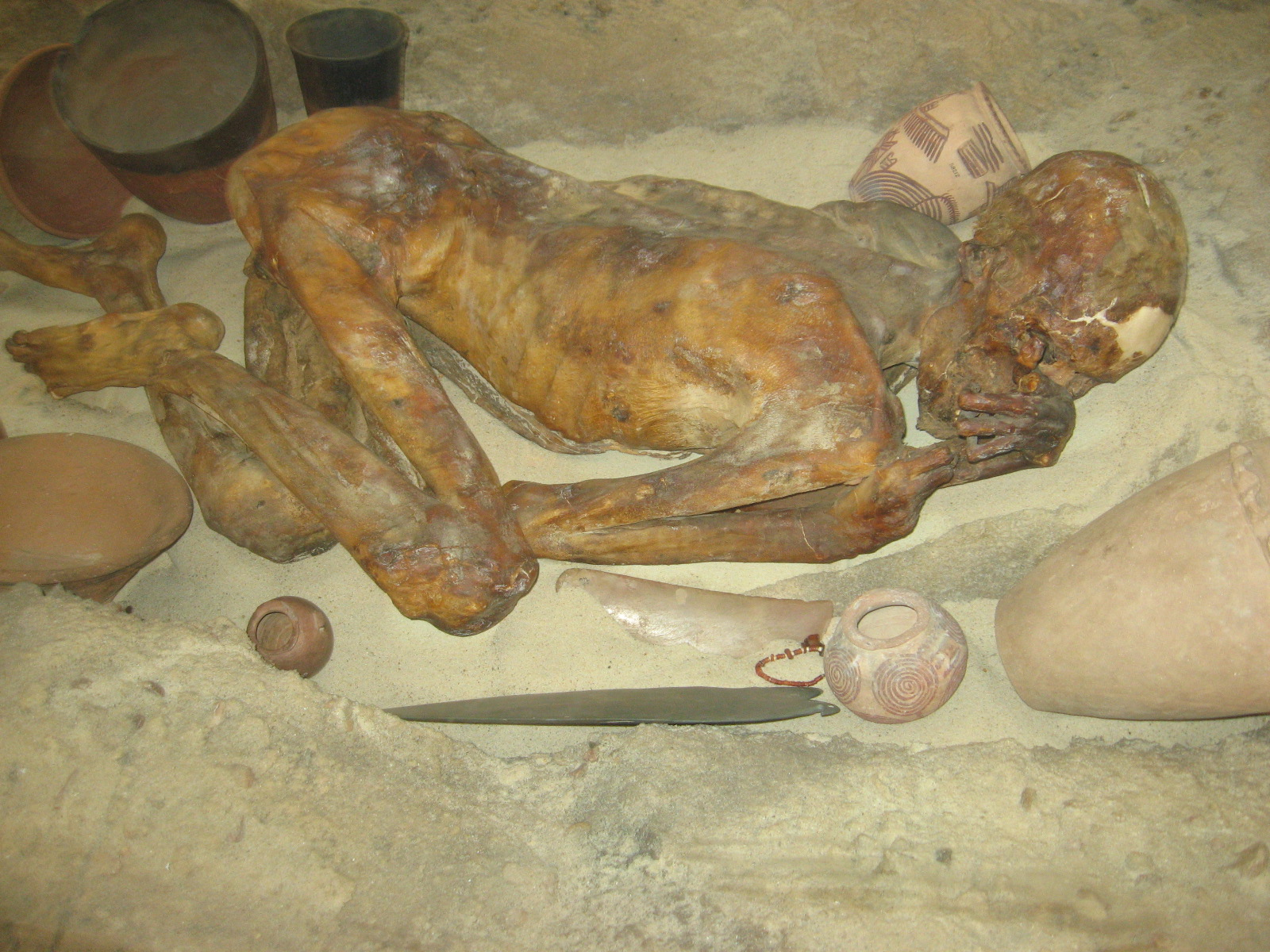
مومیایی‌های پیش‌دودمانی جبلین، با کوزه‌های تزئین شده نقاده II در کنار او، حدود ۳۴۰۰ پیش از میلاد
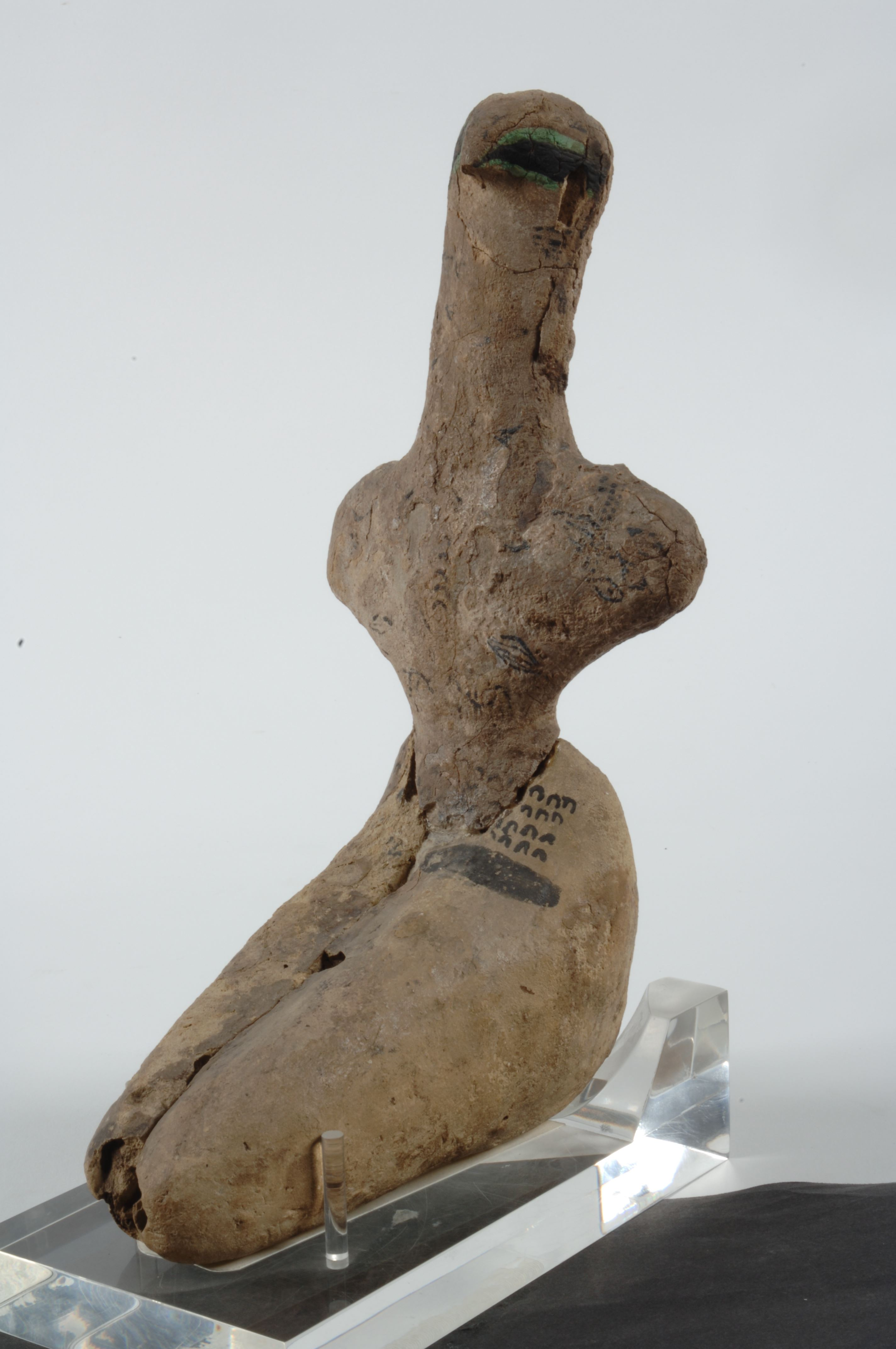
مجسمه سفالی حدود ۳۷۰۰ تا ۳۳۰۰ پیش از میلاد

## قایق‌های نی
تصاویری از قایق‌های نی تشریفاتی بر روی برخی از کوزه‌های نقادهٔ دو ظاهر می‌شوند که دو شکل مرد و دو شکل زن را در حال ایستادن در کشتی نشان می‌دهد، قایق مجهز به پارو و دو کابین است.

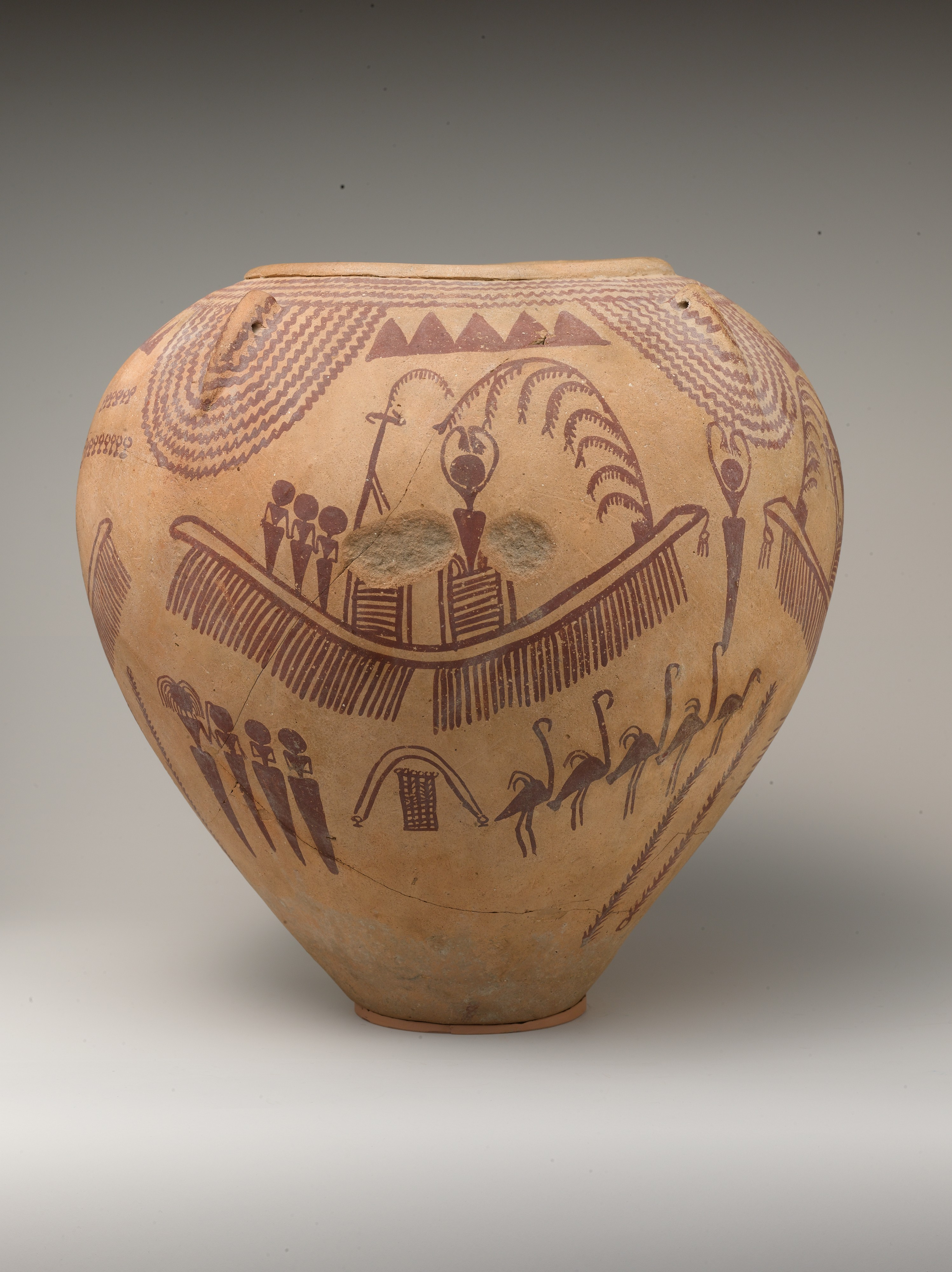
کوزه، اواخر نقاده II، ۳۵۰۰ تا ۳۳۰۰ پیش از میلاد، مصر
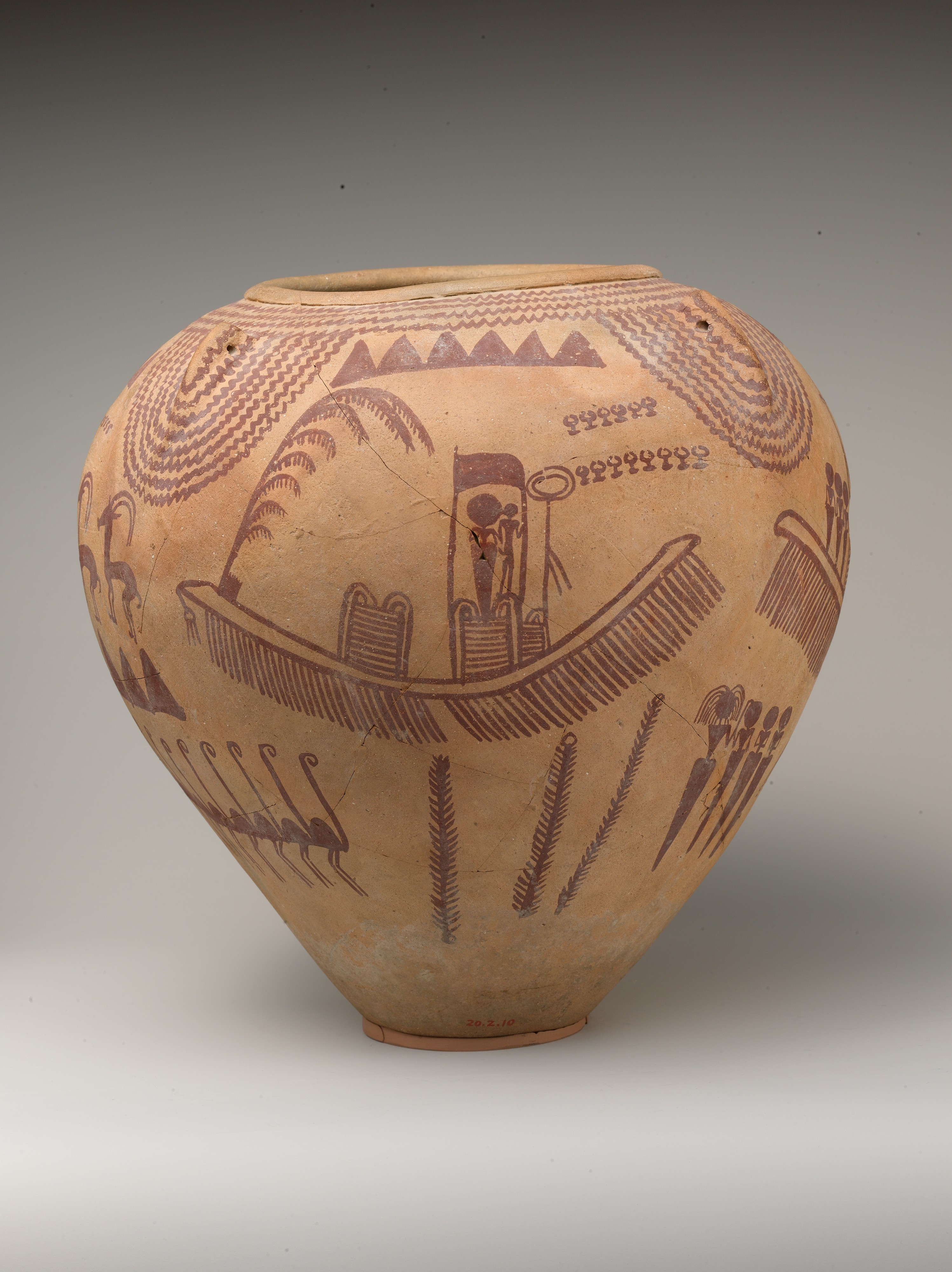
کوزه، اواخر نقاده II، ۳۵۰۰ تا ۳۳۰۰ پیش از میلاد، مصر
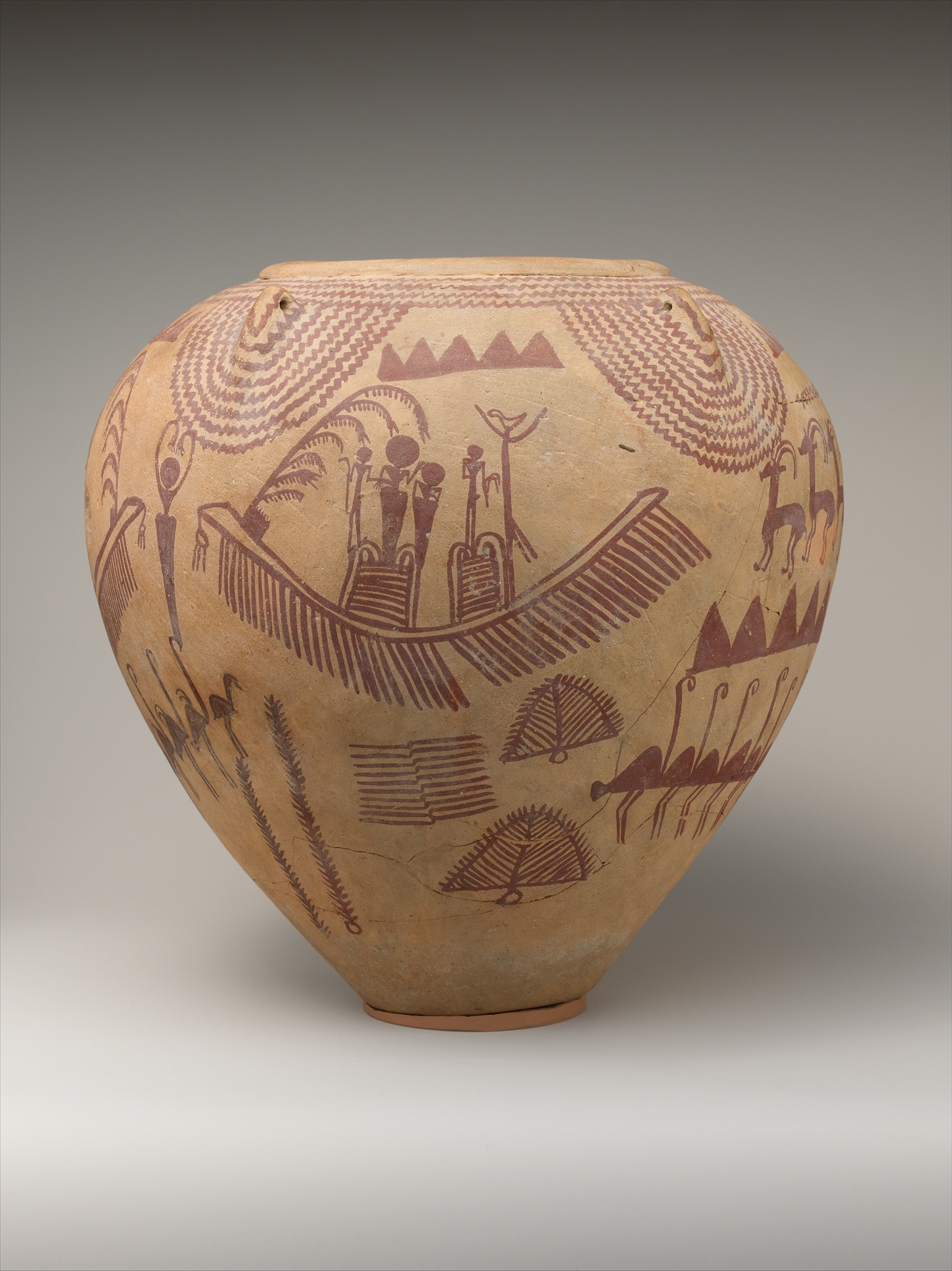
کوزه، اواخر نقاده II، ۳۵۰۰ تا ۳۳۰۰ پیش از میلاد، مصر

## ارتباط با غرب و آسیای مرکزی
اشیاء و آثار هنری کاملاً خارجی در این دوره وارد مصر شدند که نشان دهنده ارتباط با چندین بخش از آسیا است. تجزیه و تحلیل علمی کوزه‌های شراب باستانی در ابیدوس نشان داده است که در این دوره مقداری تجارت شراب با حجم بالا با شام وجود داشته است. اشیائی مانند دسته چاقوی جبل ارک، که دارای کنده‌کاری‌های برجسته بین‌النهرینی است، در مصر پیدا شده‌اند، و نقره‌ای که در این دوره ظاهر می‌شود، فقط می‌تواند از آناتولی به دست آمده باشد.
تجارت لاجورد، به شکل مهره، از تنها منبع ماقبل تاریخ شناخته شده آن - بدخشان در شمال شرقی افغانستان - نیز به گرزه باستان رسیده است. دیگر اثاث قبر کشف شده در اینجا به نمایش گذاشته شده است.

## مهرهای استوانه‌ای
به‌طور کلی تصور می‌شود که مهر استوانه‌ای در دوره نقاده دو از میان‌رودان به مصر معرفی شدند. مهرهای استوانه‌ای، برخی از میان‌رودان و تمدن ایلام، و برخی به‌طور محلی در مصر با پیروی از طرح‌های میان‌رودان به شیوه‌ای سبک‌دار ساخته شده‌اند، در مقبره‌های مصر علیا مربوط به نقاده II و III، به ویژه در نخن کشف شده‌اند. مهرهای استوانه‌ای میان‌رودان در زمینه گرزه‌ای نقاده دو، در نقاده و هو پیدا شده‌اند که گواهی بر گسترش دورهٔ جَمدَت نصر تا مصر در پایان هزاره چهارم پیش از میلاد است.

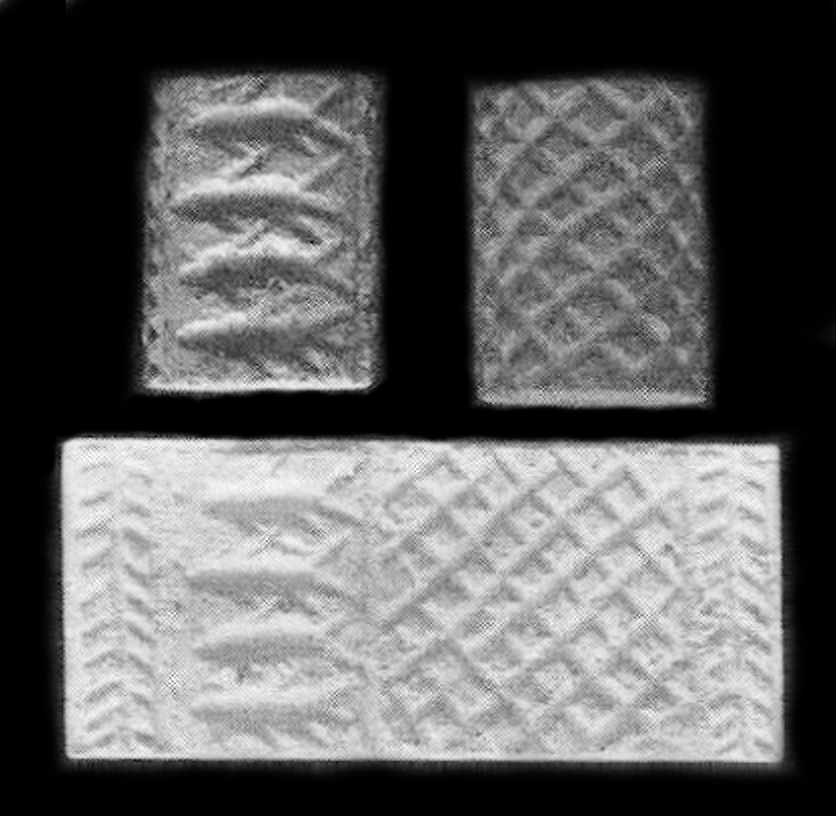
مهر استوانه‌ای میان‌رودان به سبک دورهٔ جمدت نصر، از گور ۷۳۰۴ گورستان ۷۰۰۰ در نقاده، دوره نقاده ۲.

در مصر، مهرهای استوانه‌ای به‌طور ناگهانی بدون سابقه محلی از حدود نقاده ۲ ج-د (۳۵۰۰–۳۳۰۰ قبل از میلاد) ظاهر می‌شوند. طرح‌ها مشابه طرح‌های میان‌رودان هستند، جایی که در اوایل هزاره چهارم قبل از میلاد، در طول دوره اوروک، به عنوان یک گام تکاملی از سیستم‌های حسابداری مختلف و مهرهایی که به اوایل هزاره ۷ قبل از میلاد بازمی‌گردند، اختراع شدند. اولین مهرهای استوانه‌ای مصری به وضوح شبیه به مهرهای معاصر اوروک تا نقاده ۲-د (حدود ۳۳۰۰ قبل از میلاد) هستند، و حتی ممکن است توسط صنعتگران میان‌رودانی ساخته شده باشند، اما از حدود ۳۳۰۰ قبل از میلاد شروع به انشعاب می‌کنند تا شخصیت مصری بیشتری پیدا کنند. مهرهای استوانه‌ای در مصر تا اواخر دوره دوم میانی مصر ساخته می‌شدند، اما اساساً از زمان پادشاهی میانه مصر با اسکراب جایگزین شدند.

### خاکسپاری‌ها
محل‌های دفن در گرزه دست‌ساخته‌هایی مانند تخته‌رنگ آرایشی، یک آکج استخوانی، یک ظرف عاج، ظروف سنگی و چندین مهره آهنی شهاب‌سنگ را کشف کرده‌اند، فناوری در گرزه همچنین شامل چاقوهای ریز موج‌دار با طرز کار استثنایی است. مهره‌های آهنی شهاب‌سنگ که در سال ۱۹۱۱ توسط مصرشناس واینرایت در دو گور گرزه کشف شد، اولین آثار آهن شناخته شده هستند، که قدمت آنها به حدود ۳۲۰۰ قبل از میلاد می‌رسد (همچنین به عصر آهن مراجعه کنید).
یک قبر شواهدی از سر بریدن را نشان داد.

### قدیمی‌ترین مقبره نقاشی‌شدهٔ مصری شناخته شده

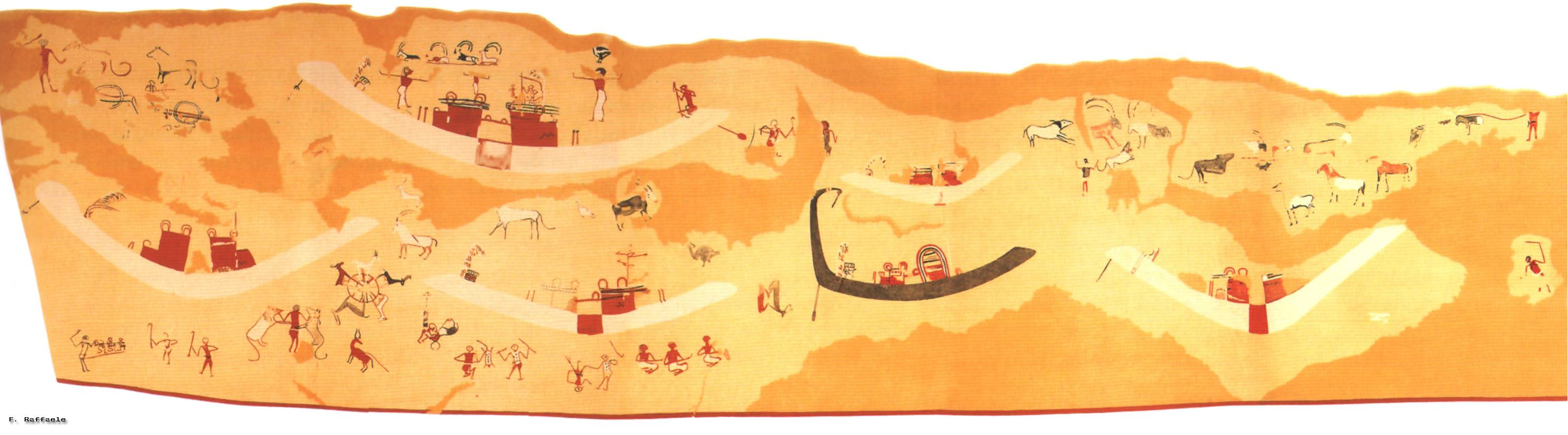
یک نقاشی مقبره نخن باستانی در گچ با کرجی‌ها، عصاها، الهه‌ها و حیوانات - احتمالاً اولین نمونه از یک نقاشی دیواری مقبره مصری

کشف‌ها در نخن شامل مقبره ۱۰۰، قدیمی‌ترین مقبره شناخته شده با نقاشی دیواری بر روی دیوارهای گچ آن است. تصور می‌شود که این مقبره به فرهنگ گرزه (حدود ۳۵۰۰–۳۲۰۰ قبل از میلاد) مربوط باشد.
فرض بر این است که نقاشی دیواری صحنه‌ها و تصاویر مذهبی را نشان می‌دهد. این شامل چهره‌هایی است که در فرهنگ مصر به مدت سه هزار سال به نمایش گذاشته شده‌اند - یک موکب تشییع جنازه از کرجی‌ها، احتمالاً یک ایزدبانوی ایستاده بین دو شیر قائم، چرخی از چهارپایان شاخدار مختلف، چندین نمونه از عصایی که با خدای اولین گاو اسطوره‌ای مرتبط شد و یکی توسط یک الهه سینه‌سنگین نگه داشته شده است. حیوانات به تصویر کشیده شده شامل گور آسیایی یا گورخر، بز کوهی، شترمرغ، شیر ماده، ایمپالا، آهو و گاو هستند.
چندین تصویر در نقاشی دیواری شبیه تصاویری است که در چاقوی جبل ارک دیده می‌شود: یک شکل بین دو شیر، جنگجویان یا قایق‌ها، اما از نظر سبک شبیه نیستند.

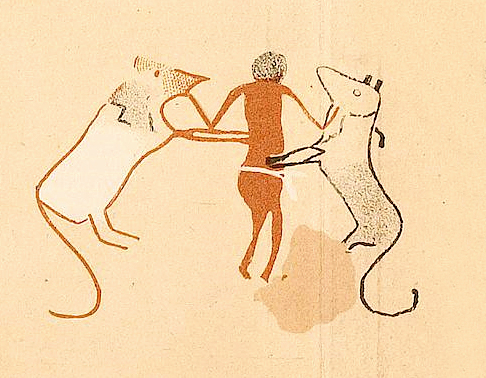
شخصی همراه با شیرهای نعره‌کش
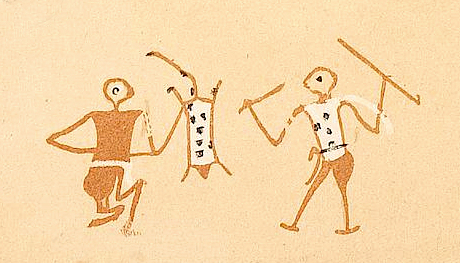
نگاره‌ای احتمالاً مربوط به دو جنگجو
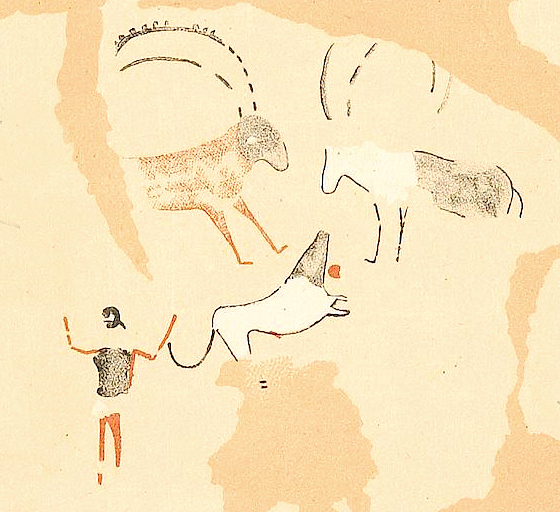
شخصی همراه با جانوران

### نمادهای اولیه هیروگلیف

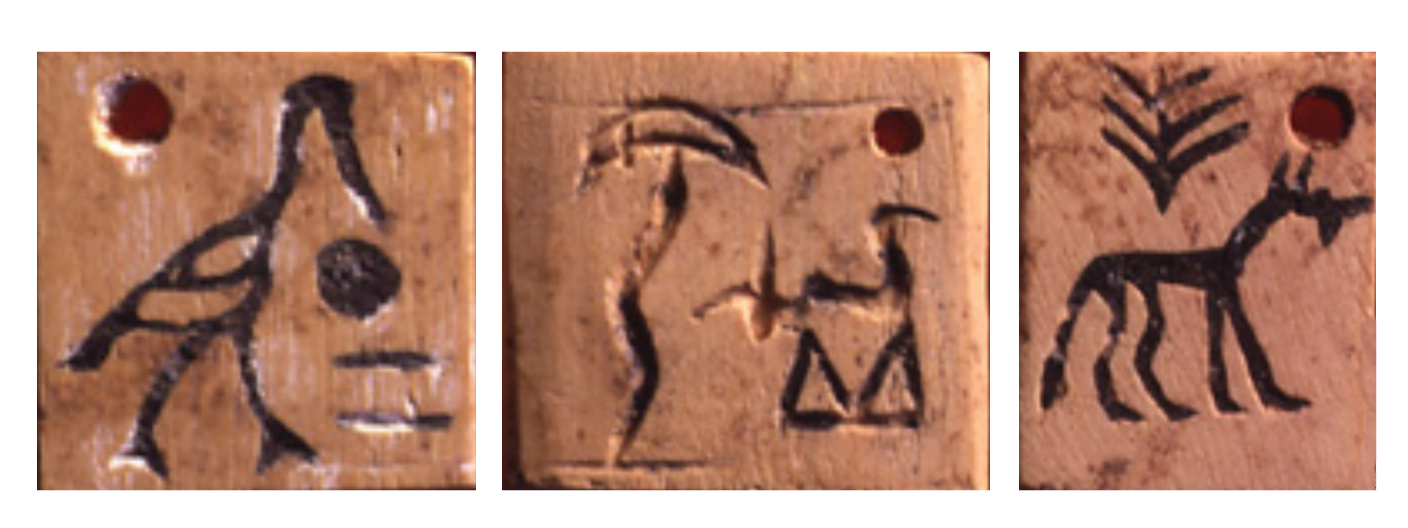
طرح‌هایی روی برخی از برچسب‌ها یا نشانه‌ها از ابیدوس، با قدمت کربنی تقریباً ۳۴۰۰–۳۲۰۰ قبل از میلاد.

برخی از نمادهای روی سفال جرزه شبیه هیروگلیف مصری سنتی هستند که همزمان با خط میخی اولیه سومر بودند. مجسمه یک زن طرحی متمایز است که از ویژگی‌های این فرهنگ به‌شمار می‌رود.
به‌طور کلی پایان فرهنگ جرزه همزمان با اتحاد مصر، دوره نقاده ۳ در نظر گرفته می‌شود.

## سایر آثار باستانی

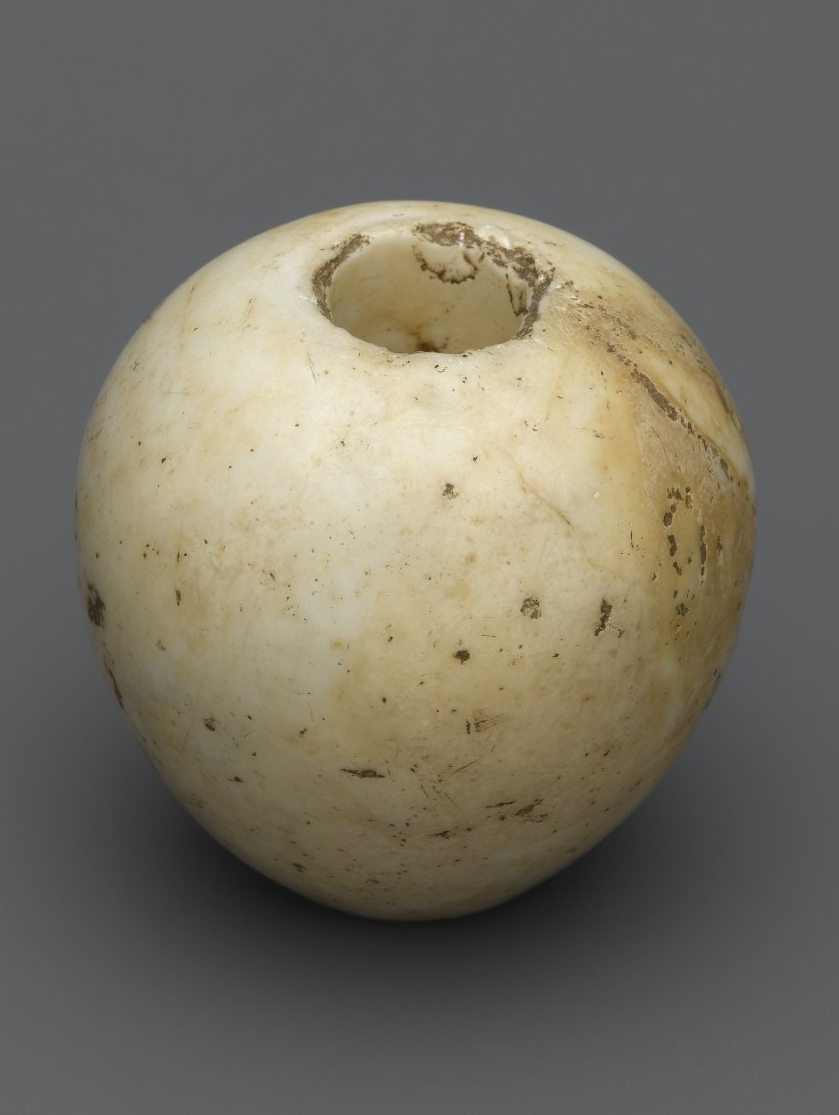
سر گرز تخم مرغی شکل ۳۵۰۰-۳۳۰۰ قبل از میلاد نقاده ۲
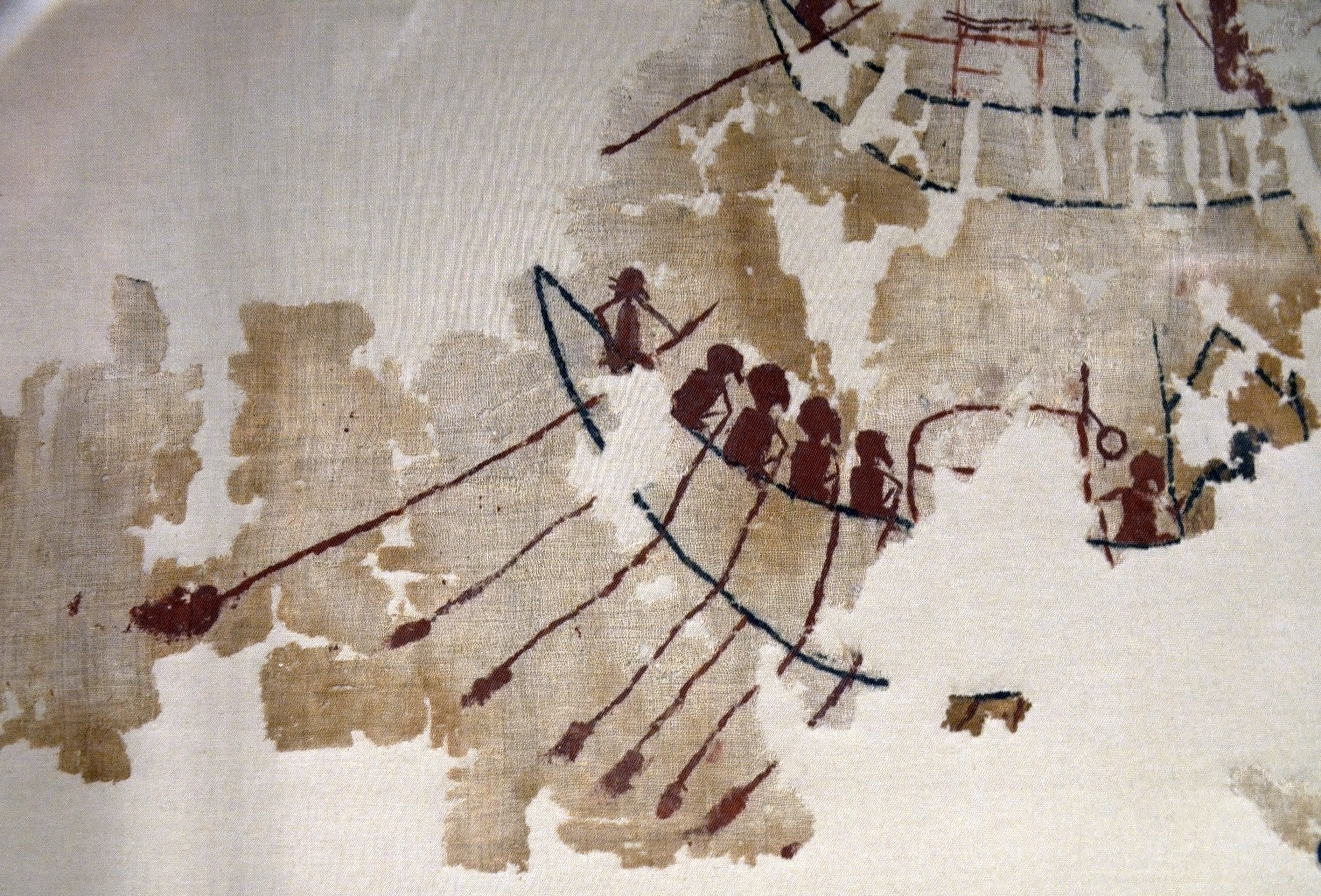
کتان نقاشی شده (جزئیات) از یک قبر در جبیله، نقاده ۲a-b (حدود ۳۶۰۰ قبل از میلاد). موزه اژیزیو، تورین.
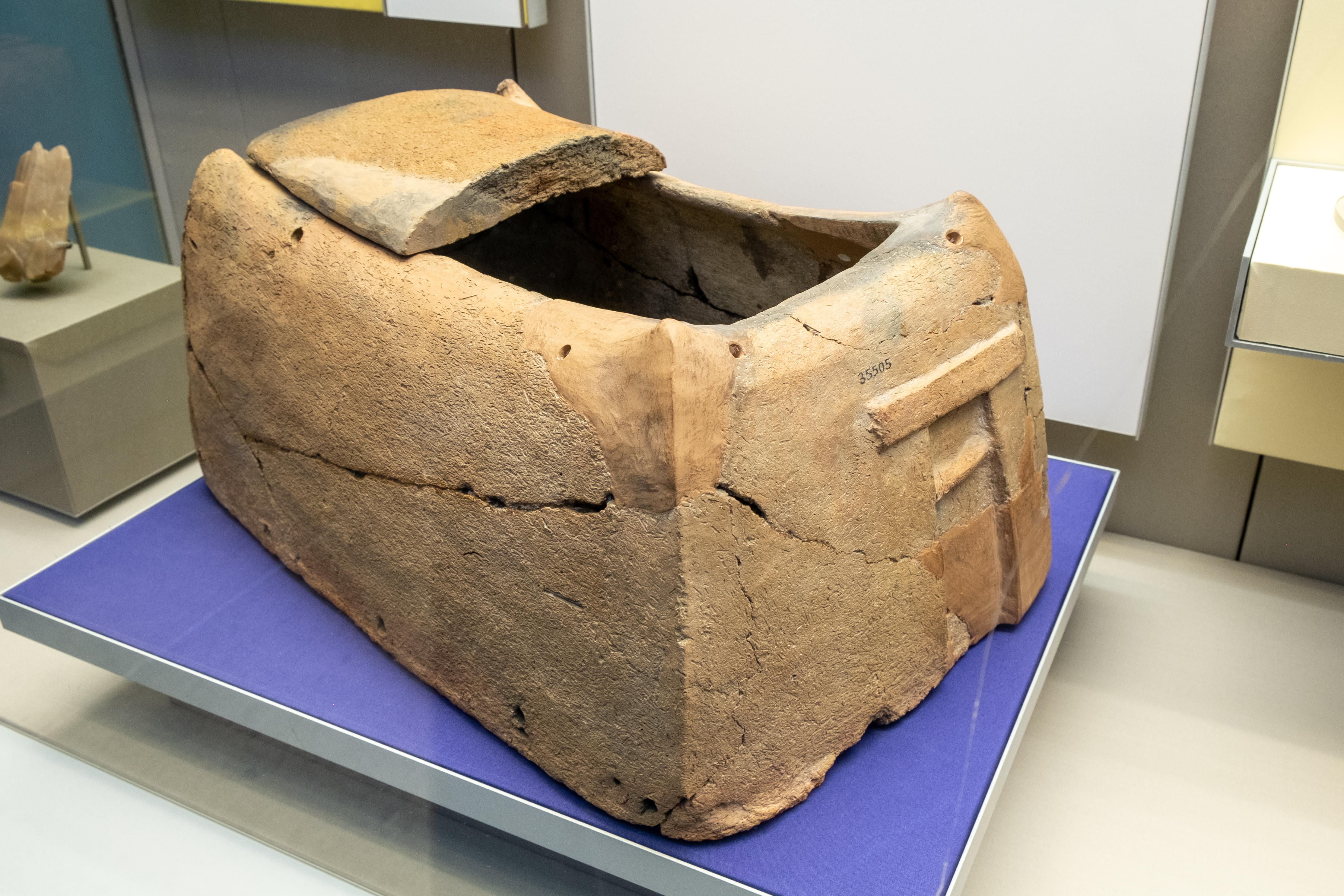
خانه مدل پیش از سلسله، عَمره، نقاده ۲C تا ۳۲۰۰ قبل از میلاد، موزه بریتانیا EA35505